# Antoni Vicent
Antoni Vicent va ser un cantaire de Castelló de la Plana.

## Biografia
Nascut en Vistabella del Maestrat, va començar a cantar en l'església de Castelló el 24 de març de 1772. El 2 d'abril de 1724 va rebre 20 lliures pel seu treball com a cantaire i el 24 de març d'aquest mateix any va deixar de cantar en l'església.